# Vidră americană
Vidra americană (Lontra canadensis) este un mamifer semiacvatic⁠(en)[traduceți] care trăiește numai pe continentul nord-american, de-a lungul coastelor și căilor navigabile ale sale. O vidră americană adultă poate cântări între 5 și 14 kg. Vidra americană este protejată și izolată de un strat de blană des și impenetrabil apei.
Vidra americană, un membru al subfamiliei Lutrinae din familia nevăstuicilor (Mustelidae), este la fel de pricepută în apă ca și pe uscat. Își stabilește o vizuină în apropierea margini apei în ecosisteme de estuare, întinderi mareice⁠(en)[traduceți], țărmuri costale, mlaștini, lacuri sau râuri. Vizuina are de obicei mai multe deschizături dinspre tuneluri, dintre care în general una care îi permite vidrei să intre în și să iasă din apă. Vidrele americane femele nasc în aceste vizuini, iar rândul de pui⁠(en)[traduceți] constă în unul până la șase pui.
Vidrele americane, precum majoritatea prădătorilor, vânează specia pradă cea mai ușor accesibilă. Peștii reprezintă un aliment preferat pentru vidre, dar consumă de asemenea diverși amfibieni (precum salamandre și broaște), diverse bivalve, melci, țestoase mici și diverse crustacee. Peștii consumați cel mai adesea sunt cei din genul Perca, cei din familia Catostomidae⁠(en)[traduceți] și cei din ordinul Siluriformes. Comunicări ocazionale raportează vidra americană mâncând și alte animale mici, precum șoareci, veverițe și păsări, și chiar și câini pe care i-au atacat și înecat.
Arealul vidrei americane a fost redus semnificativ de pierderea de habitat, începând de la colonizarea europeană a Americii. Totuși, în unele regiuni, populația lor este controlată pentru a permite ca vidrele să fie prinse în capcană și exploatate pentru blana lor. Vidrele americane sunt foarte predispuse la efectele poluării mediului, care este un factor probabil al numărului în continuă scădere al lor. Au fost inițiate câteva proiecte de reintroducere pentru a ajuta la încetarea reducerii populației totale.

## Taxonomie și evoluție
Vidra americană a fost descrisă științific pentru prima oară de către naturalistul german Johann Christian Daniel von Schreber⁠(en)[traduceți] în 1777. Mamiferul a fost identificat drept o specie de vidră și a fost clasificat mai întâi în genul Lutra. Lutra era denumirea europeană timpurie (din latină), iar denumirea specifică canadensis înseamnă „de Canada”.  În prezent, specia este numită Lontra canadensis, fiind plasată în genul Lontra.
S-au folosit tehnici de biologie moleculară⁠(en)[traduceți] pentru a determina când s-au despărțit vidra americană și vidra uriașă (Pteronura brasiliensis) din America de Sud. Aceste analize sugerează că s-au despărțit în epoca Miocenului în urmă cu 23,03 până la 5,33 milioane de ani, ceea ce este „mult mai devreme” decât indică fosilele înregistrate. În Vestul Mijlociu al SUA au fost descoperite fosile ale unei vidre uriașe ce datează de acum 3,5 milioane de ani (de pe vremea Pliocenului); cu toate acestea, fosile de-ale vidrei americane moderne nu au început să apară în America de Nord decât acum în jur de 1,9 milioane de ani. Vidrele de râu din Lumea Nouă au descins din vidrele de râu din Lumea Veche în urma unei migrații de-a lungul podului terestru Beringia, care a existat când și când între acum 1,8 milioane și 10.000 de ani. Vidrele au migrat în America de Nord și mai departe către sud de-a lungul podului terestru panamez, care s-a format acum 3 milioane de ani.

### Subspecii
Mammal Species of the World listează următoarele subspecii pentru vidra americană:
- L. c. canadensis (Schreber, 1777)
- L. c. kodiacensis (Goldman, 1935)
- L. c. lataxina (Cuvier, 1823)
- L. c. mira (Goldman, 1935)
- L. c. pacifica (J. A. Allen, 1898)
- L. c. periclyzomae (Elliot, 1905)
- L. c. sonora (Rhoads, 1898)

## Descriere

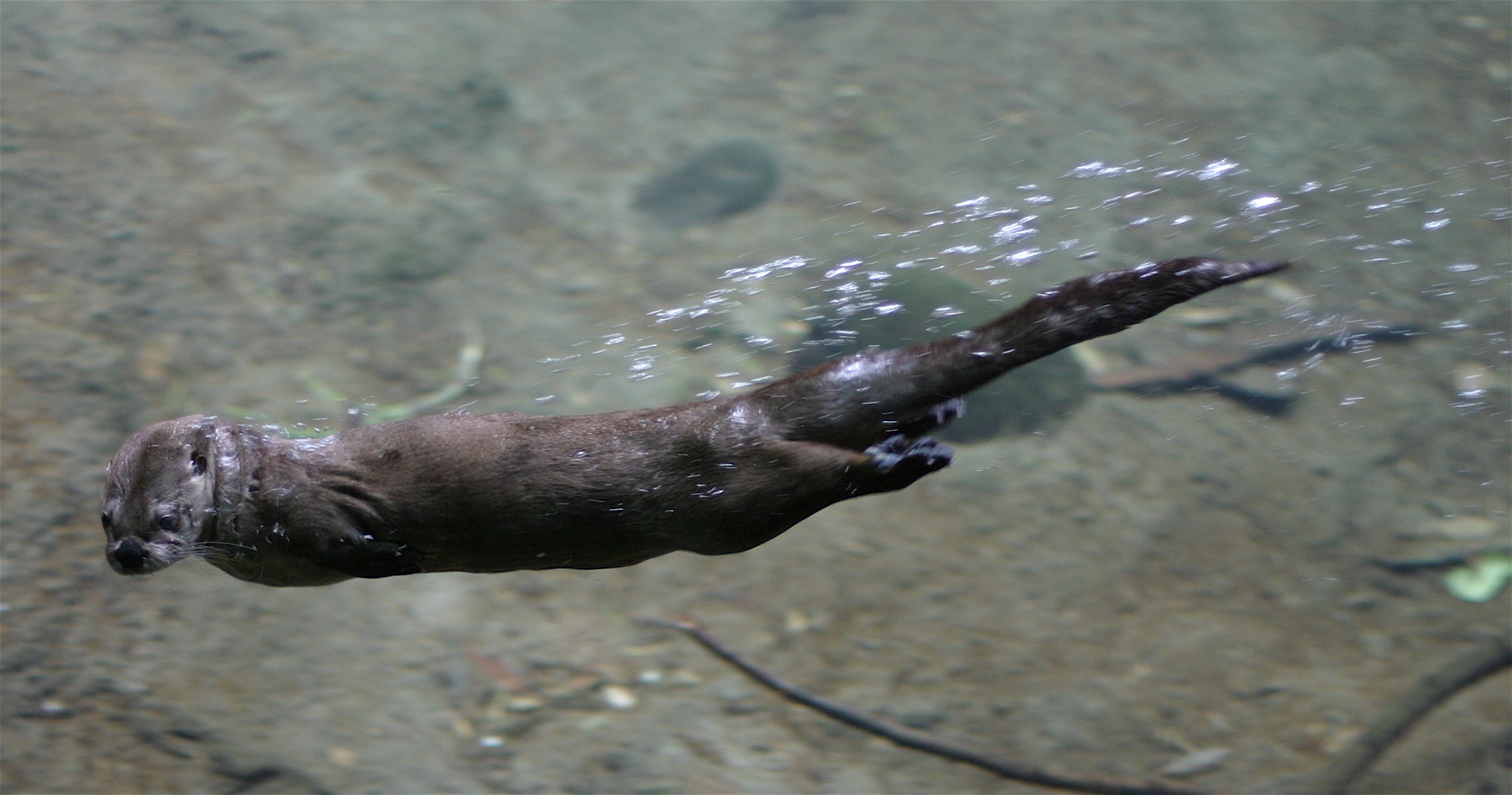
Vidră americană

Vidra americană are mustăți lungi pe care le folosește pentru a detecta prada în ape întunecate. Greutatea variază de la 5 până la 14 kg, în medie fiind de în jur de 11,3 kg la masculi, respectiv 8,6 kg la femele. Pe baza măsurătorilor efectuate pe trei masculi și trei femele din Louisiana, lungimea medie fără coadă este la mascul de 68,5 cm, iar la femelă de 62 cm. Coada sa lungă, ce se îngustează dinspre bază, reprezintă în jur de o treime din lungimea totală a corpului. Lungimea cozii variază de la 30 până la 50 cm. Masculii mari pot depăși o greutate de 15 kg. Se deosebește de vidra de râu (Lutra lutra) prin faptul că are gâtul mai lung, chipul mai îngust, mai puțin spațiu între urechi și coada mai scurtă.

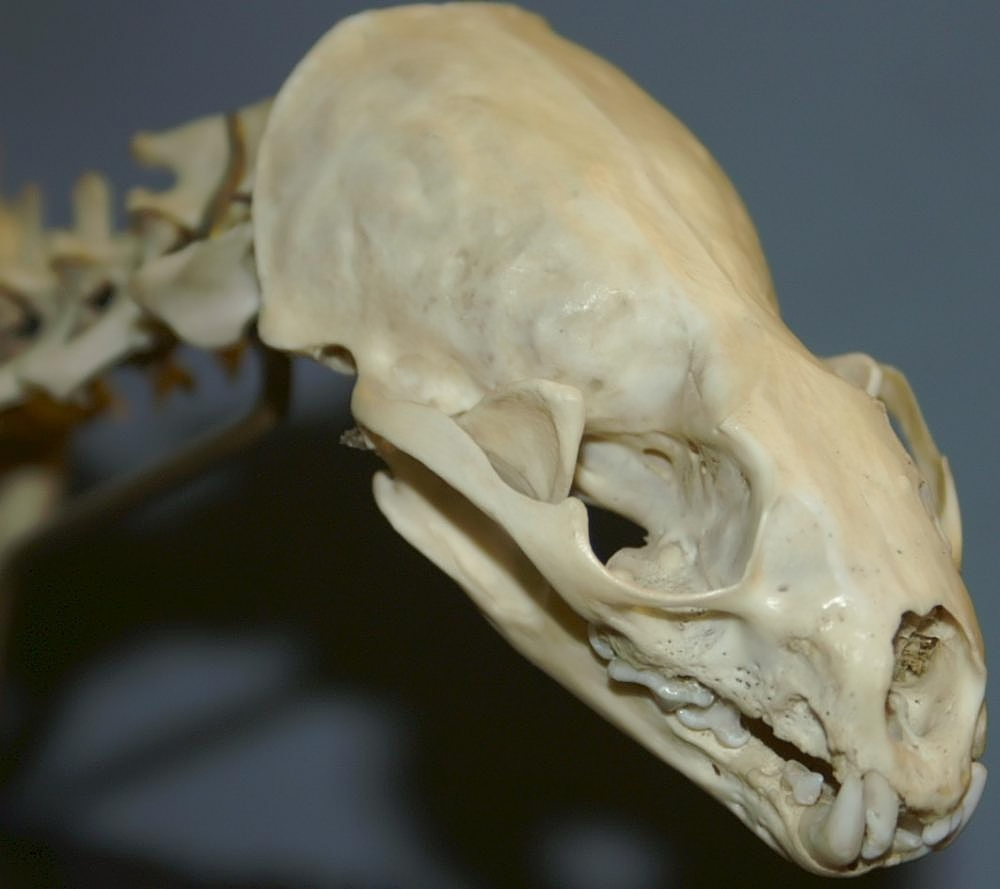
Craniul unei vidre americane

Mustățile (vibrisele) sale sunt lungi și groase, ceea ce îi îmbunătățește simțurile.
Specia prezintă dimorfism sexual, masculii fiind de obicei mai mari.
Vidrele americane pot trăi 21–25 de ani în captivitate, iar în sălbăticie 8–13.

### Formă și funcție

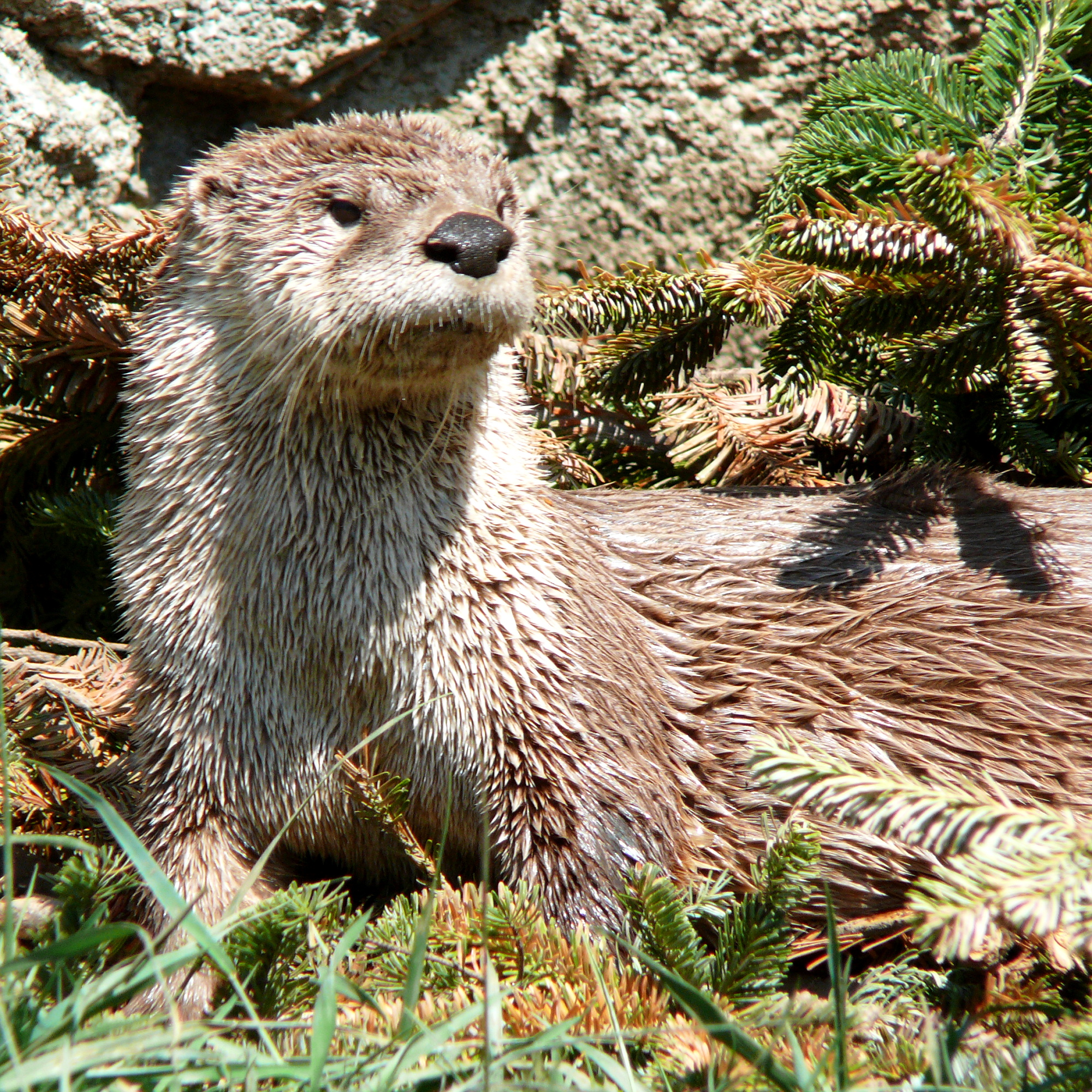
Vidră americană

Vidrele americane obișnuiesc să se apropie la o lungime de câteva picioare de o persoană sau o barcă de pe țărm deoarece sunt mioape, o consecință a vederii adaptate la a fi folosită sub apă. Vidrele americane au o pleoapă interioară transparentă (numită membrană nictitantă⁠(en)[traduceți]) pentru a le proteja ochii în timp înotului.
Majoritatea mustelidelor, incluzând vidrele, au 36 de dinți specializați, incluzând carnasieri⁠(en)[traduceți] și canini ascuțiți care aplică mușcături letale prăzilor. De asemenea, vidrele americane au molari mari folosiți pentru a zdrobi obiecte tari, precum cochiliile moluștelor. Pot exista premolari adiționali. Formula dentară⁠(en)[traduceți] este 3.1.4.13.1.3.2.

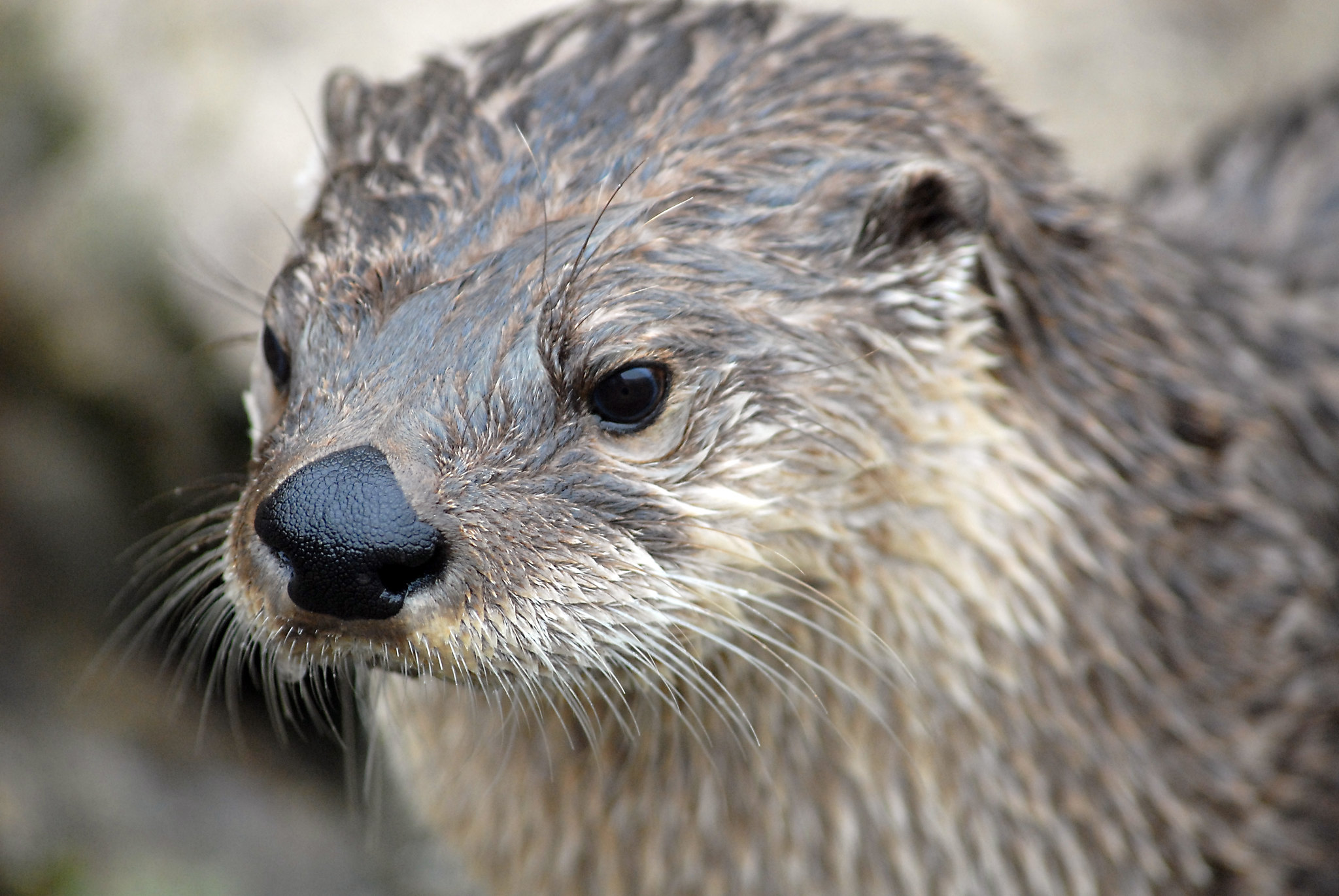
Privire din apropiere a capului unei vidre americane

## Comportament

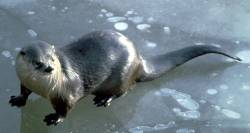
Vidră americană pe gheață. A se observa coada lungă, ce se îngustează dinspre bază.

Vidrele americane se stabilesc numai în zone care le pot ascunde suficient de bine și care constă din vegetație și grămezi de stânci.

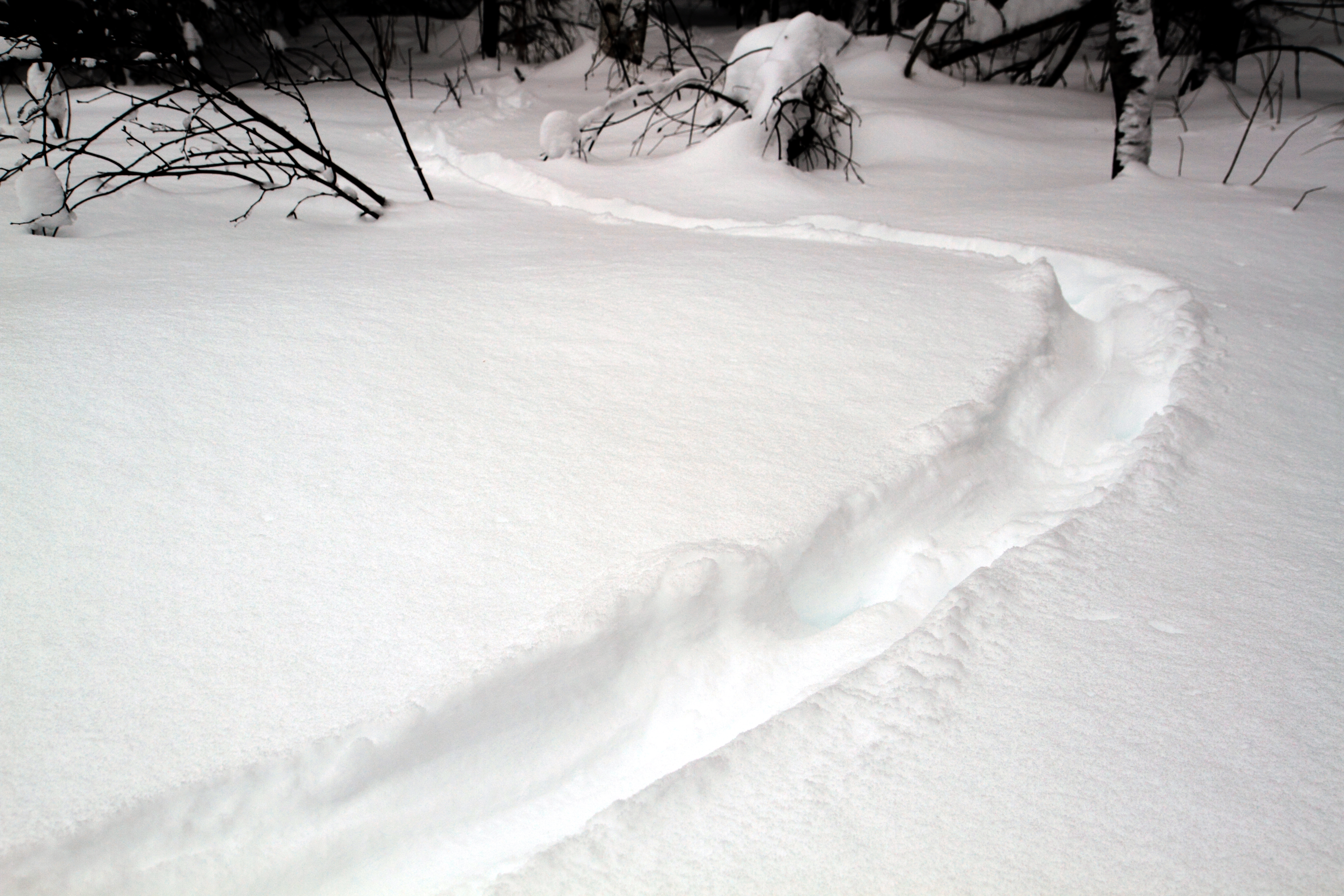
Traiectorie în zăpadă

### Joacă
Vidrele americane sunt renumite pentru firea lor jucăușă. Joaca vidrelor constă în principal în luatul la trântă cu congeneri. Mersul după altă vidră este și el un joc comun. Vidrele americane se bizuie pe joacă pentru a deprinde abilități de supraviețuire precum lupta și vânătoarea.:52–54

### Vânarea prăzii

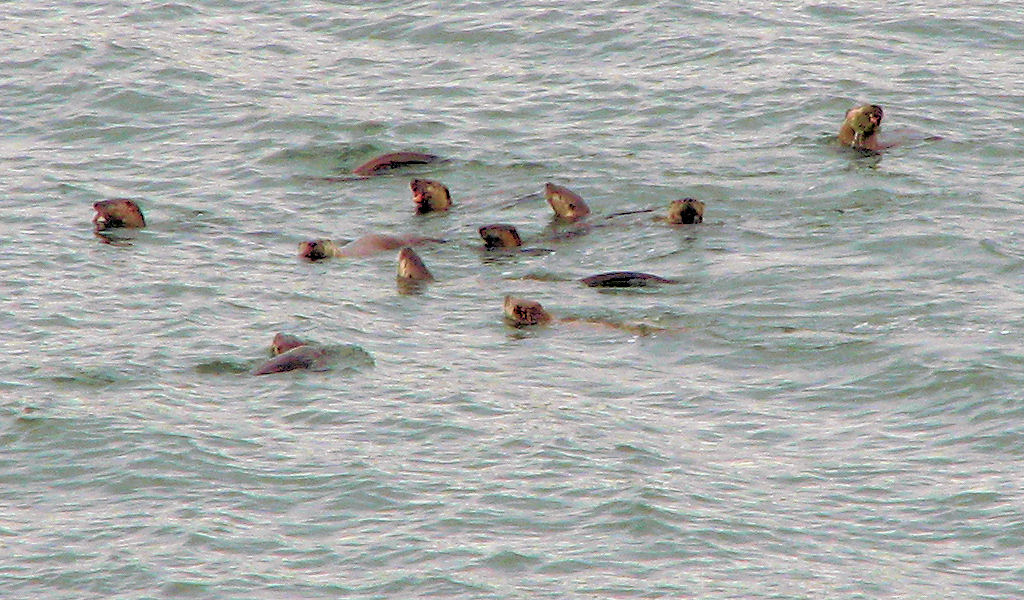
Grup de vidre americane ieșind la suprafața apei pentru a mânca pește

Vânător foarte activ, vidra americană s-a adaptat la vânătoarea în apă și se hrănește cu animale acvatice și semiacvatice. Vulnerabilitatea și disponibilitatea sezonieră a animalelor prăzi influențează în mare parte ce prăzi alege vidra și obiceiurile alimentare ale acesteia. Această disponibilitate este influențată de următorii factori: detectibilitatea și mobilitatea prăzilor, disponibilitatea habitatului pentru diversele specii prăzi, factori ai mediului înconjurător, precum adâncimea și temperatura apei, și schimbări sezoniere asupra răspândirii și efectivelor prăzilor în corespondență cu habitatul din care își procură vidra hrana.
Dieta vidrei americane poate fi dedusă analizând fie scaune colectate pe teren, fie conținutul intestinal eliminat de la vidre prinse în capcană. Peștii sunt componenta primară a dietei vidrei americane de-a lungul anului. Fiecare studiu efectuat asupra obiceiurile alimentare ale vidrei americane a identificat diverse specii de pești drept componenta primară a dietei vidrei. De exemplu, un studiu efectuat în Alberta, Canada, a implicat colectarea și analizarea a 1.191 de fecale provenite de la vidre americane și colectate în fiecare anotimp. Rămășițe de pește au fost găsite în 91,9 % din mostre. Mai mult, un studiu din vestul statului Oregon a constatat că existau rămășițe de pești în 80 % din cele 103 tracturi digestive analizate. Crustacee (cele din Astacoidea⁠(en)[traduceți]), unde sunt regional disponibile, alcătuiesc a doua cea mai importantă categorie de prăzi din dieta vidrelor. Crustaceele pot fi consumate chiar și mai mult decât peștii. De exemplu, un studiu desfășurat într-o zonă mlăștinoasă din centrul Californiei a indicat că Astacoidea a alcătuit aproape 100 % din dieta vidrei americane în anumite perioade ale anului. Totuși, vidrele americane, că căutătoare de hrană, vor profita imediat de alte prăzi când pot fi obținute cu ușurință. Printre alte alimente consumate de vidrele americane se numără fructe, plante acvatice reptile, amfibieni, păsări (cel mai ales rațe care năpârlesc, ceea ce face ca rațele să nu poată zbura care la rândul său le face mai ușor de prins), insecte acvatice, mamifere mici și moluște.
Vidrele americane evită consumul de hoituri. În general nu se încumetă la prăzi de dimensiuni mari relativ cu ele însele, dar există cazuri în care au fost văzute prinzând în ambuscadă și ucigând țestoase din specia Chelydra serpentina⁠(en)[traduceți] în timp ce marile țestoase (greutatea corporală medie a uneia fiind aproximativ egală cu cea a unei vidre americane) hibernau. Rămășițe de castor american, care este mult mai mare, au fost găsite în fecale de vidre americane în unele regiuni, cu toate că cele mai multe studii asupra dietei din zonele unde vidrele și castorii trăiesc unul lângă celălalt⁠(en)[traduceți] nu arată că vidrele ar vâna regulat castori (în ciuda afirmațiilor vânătorilor care folosesc tehnica prinderii în capcană cum că vidrele vânează frecvent castori) și se poate ca de fapt vidrele să atace numai pui tineri de castori.

### Impacte ecologice asupra speciilor prăzi
Cu toate acestea, vidrele, când sunt lăsate nesupravegheate, pot fi prădători semnificativi în anumite condiții (de ex. în incubatoare de pești⁠(en)[traduceți] sau alte facilități de creștere a peștilor). De asemenea, impactul potențial al vidrelor ca prădători poate fi considerabil oricând peștii sunt fizic închiși (cel mai adesea în iazuri mai mici ce nu oferă foarte multe locuri pentru ascuns sau alte opțiuni de a scăpa). Pentru a proteja peștii în astfel de cazuri se poate să fie necesară relocarea sau eliminarea vidrelor. Chiar și în ape mai mari, vidrele americane pot avea parte de un avantaj disproporțional de pe urma oricărei concentrații sezoniere de pești când și acolo unde pot exista numai zone foarte limitate de habitat cu depunere a icrelor, curgere lentă a apei și iernare adecvate. Chiar și pești care înoată repede precum specii de salmonide încetinesc în apă extrem de rece, ceea ce îi lasă vulnerabili. Prin urmare, este de preferat să se considere atent orice specie de pește amenințată, pe cale de dispariție sau de interes special înaintea reintroducerii vidrelor într-un bazin hidrografic.

### Comportament social
Vidrele americane masculi se despart de grupurile de familie mult mai frecvent decât femelele. Atunci când femelele pleacă, obișnuiesc să se îndepărteze la distanțe mult mai mari (60–90 km) decât masculii (până la 30 km), care tind să se îndepărteze la distanțe mai mici. Vidrele americane masculi nu par să fie teritoriali, iar masculii care au plecat de curând se pot alătura unor grupuri stabilite de masculi.

O vidră americană poate avea un teritoriu de cel mult 78 km². Cu toate acestea, teritoriul lor obișnuit este de 4,8 până la 24 km². Asta se poate schimba pe durata sezoanelor de împerechere, însă acest subiect este dezbătut.

Deși vidrele americane sunt cunoscute drept animale sociale, pot supraviețui și pe cont propriu. Trupurile lor le permit să evite prădătorii destul de eficient căci își pot întoarce, răsuci, afunda și scufunda trupurile pentru tehnici de evitare, ceea ce le permite să supraviețuiască independent. Vidrele americane Este cunoscut la nivel larg faptul că vidrele americane adoră să se joace împreună, ceea ce duce la crearea de legături sociale puternice, îmbunătățirea aptitudinilor de vânătoare și marcarea teritoriului. Vidrele americane nu sunt agresiv-teritoriale, însă marchează frecvent anumite zone pentru a își face cunoscută prezența.

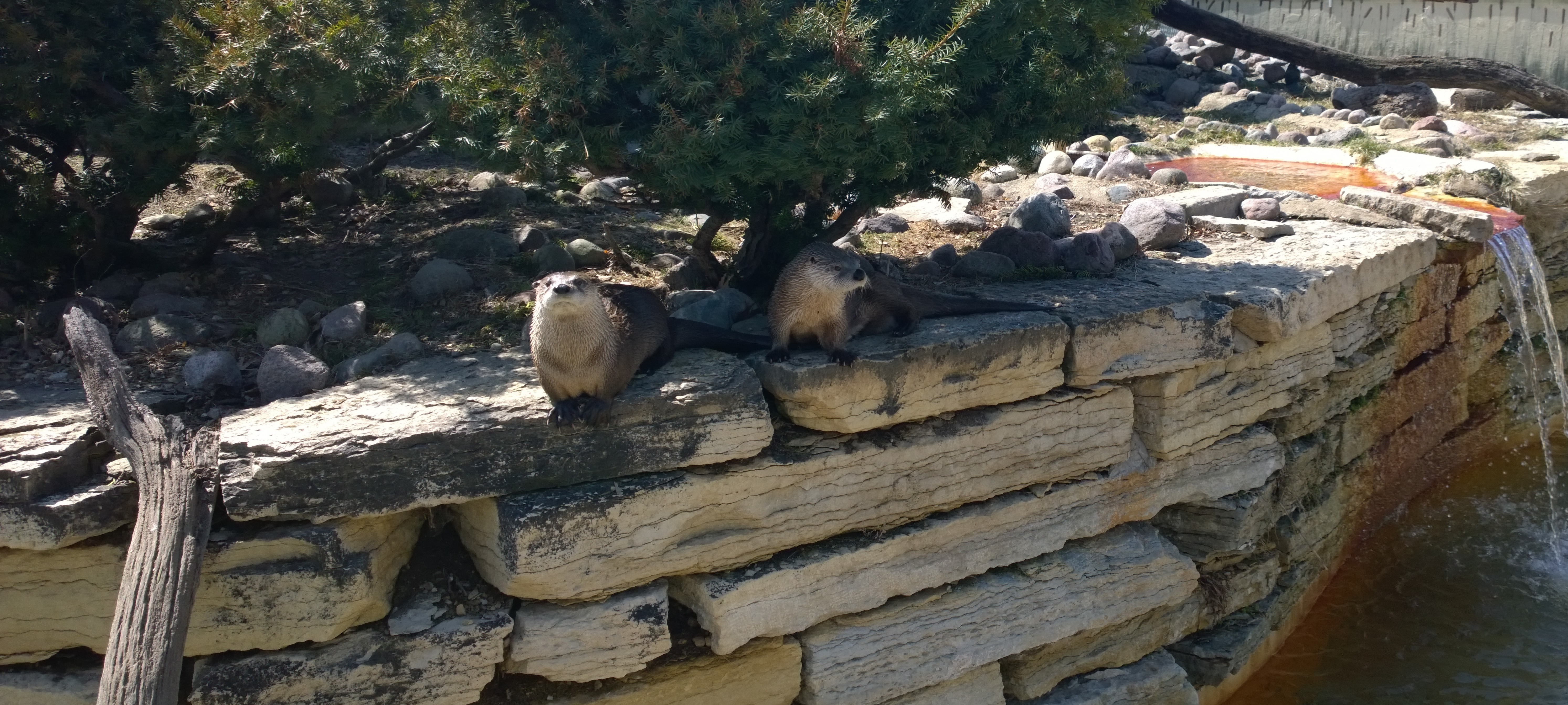
O pereche de vidre americane captive la en din Aurora, Illinois

### Reproducere și ciclu de viață
Implantarea întârziată deosebește această specie de vidra de râu, care nu face asta.
Primăvara devreme, mamele însărcinate încep să caute o vizuină unde să poate naște. Vidrele femele nu își sape ele însele vizuinile, ci în schimb se bizuie pe alte animale, precum castori, să le ofere medii adecvate în care să își crească puii. După ce și-au stabilit domeniile, mamele dau naștere puilor. Rândul de pui⁠(en)[traduceți] poate ajunge să conste în cinci pui, dar de obicei constă în unul până la trei pui. Fiecare pui de vidră cântărește câte aproximativ 141 g.
Mamele își cresc puii fără ajutor de la masculi adulți. Atunci când puii au vârsta de în jur de două luni și blana le este crescută, mama lor îi duce la apă. Vidrele americane sunt înotători naturali și, sub îngrijire parentală, deprind abilitățile necesare pentru a înota.
Vidrele americane pot părăsi vizuina începând de la vârsta de opt săptămâni și până la venirea toamnei sunt capabile să se întrețină de unele singure, dar de obicei stau cu familiile lor, care uneori includ tatăl, până primăvara următoare. Până ca următorul rând să se nască, vidrele americane din rândul de pui imediat anterior se aventurează afară în căutarea propriilor lor domenii vitale.

## Areal

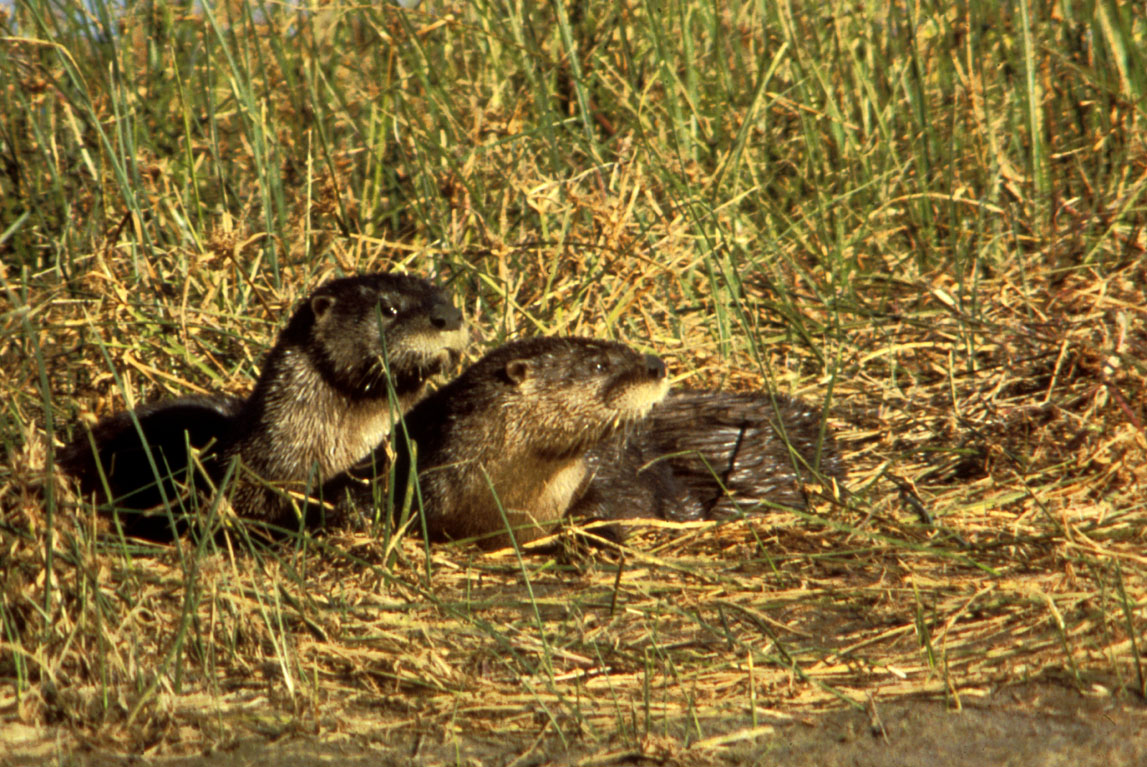
Specia populează inclusiv zone costale, precum zone mlăștinoase.

Arealul vidrei americane cuprinde părți din Canada și SUA, și posibil și nordul Mexicului.
Urbanizarea și poluarea au stimulat reduceri în zona arealului. Proiecte de reintroducere au reușit să extindă răspândirea vidrei americane în ultimii ani, mai ales în Vestul Mijlociu al SUA. De la reintroducerea în Kentucky de la începutul anilor 1990 s-au recuperat în așa măsură încât în 2006 s-a dat startul unui sezon de prindere în capcană, iar specia este acum găsită în toate căile navigabile majore ale statului. În 2010, Colorado Department of Wildlife („Departamentul Colorado al Viețuitoarelor Sălbatice”) a raportat că specia, care a fost reintrodusă în anii 1980, „prospera” și a recomandat să se revină asupra statutului de protejare al acesteia. Pe la sfârșitul anului 2012, o vidră americană poreclită Sutro Sam s-a stabilit în jurul fostei zone a Băilor Sutro⁠(en)[traduceți] din San Francisco, prima vidră americană observată în acest oraș vreme de mai mult de jumătate de secol. În Canada, vidra americană ocupă toate provinciile și teritoriile, exceptând până recent Insula Prințului Edward. Vidrele s-au restabilit recent de la sine pe Insula Prințului Edward.
Datele scrise mai demult indică că vidrele americane erau cândva numeroase de-a lungul majorității bazinelor hidrografice din Statele Unite continentale și Canada înaintea colonizării europene. Cele mai mari populații de vidre americane ale Americii de Nord se găseau în zone cu o abundență și diversitate de habitate acvatice, precum zone costale mlăștinoase, regiunea Marilor Lacuri și zone din Noua Anglie cu ghețari. În plus, habitate riverane din regiuni interioare sprijineau populații mai mici, dar practice de vidre. Vidra americană exista în toate părțile Coastei Pacifice, incluzând țărmul mării și cursuri de apă și lacuri interioare. Totuși, nu s-au găsit niciodată populații mari în zone din California de Sud⁠(en)[traduceți] precum zonele cu chaparral și suprafețe cu stejari⁠(en)[traduceți] și regiunile cu căi navigabile sezoniere din Deșertul Mojave, sau în regiuni de zone arbustive xerice⁠(en)[traduceți] în New Mexico, Texas, Nevada și Colorado. În Mexic, vidra americană trăia în delta lui Rio Grande și cea a Fluviului Colorado⁠(en)[traduceți], însă recent au apărut date despre o populație în nordul țării.

## Ecologie

### Habitat

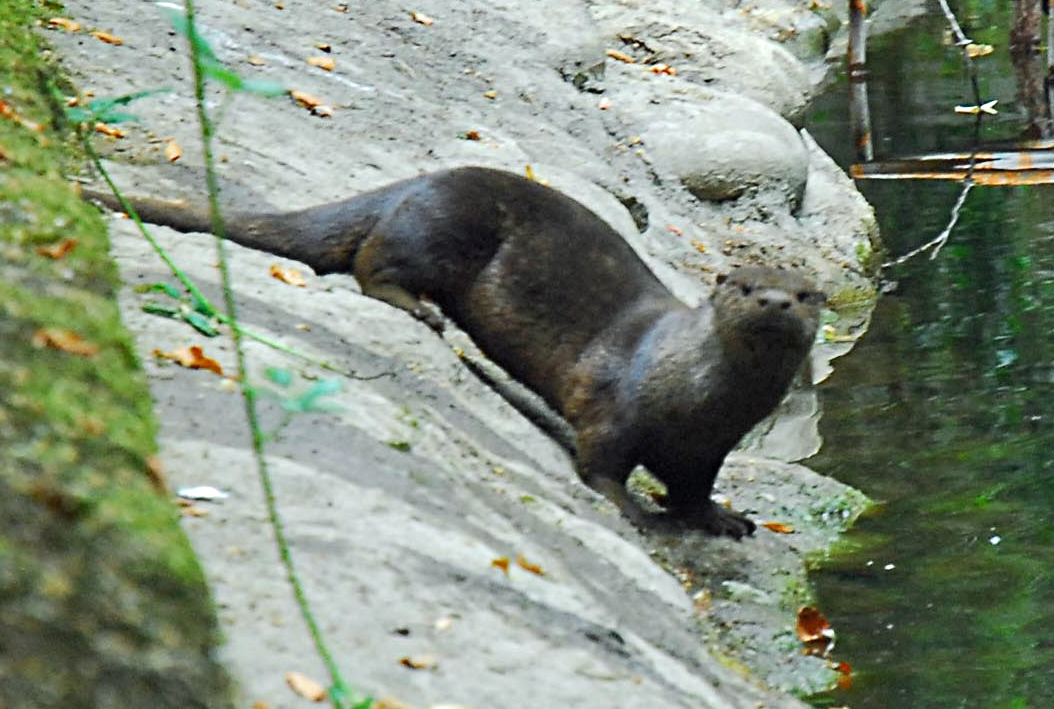
O vidră americană la en

Deși în engleză este adesea numită pur și simplu river otter („vidră de râu”), vidra americană se găsește într-o gamă largă de habitate acvatice, atât cu apă dulce, cât și marine costale, incluzând lacuri, râuri, zone umede interioare, țărmuri costale, zone mlăștinoase și estuare. Poate tolera un interval mare de temperaturi și altitudini. Viața acvatică leagă vidrele americane aproape exclusiv de bazine hidrografice permanente. Condițiile principale de care au nevoie sunt un total stabil de hrană și acces facil la o apă. Cu toate acestea, este sensibilă la poluare și va dispărea din zone contaminate.
Precum alte vidre, vidra americană locuiește într-o vizuină, construită în galeriile altor animale, sau în scobituri naturale, precum sub un buștean sau în malurile râurilor. O intrare, care poate fi sub apă sau deasupra nivelului solului, duce într-o cameră cu un cuib căptușit cu frunze, iarbă, mușchi, scoarță și păr.

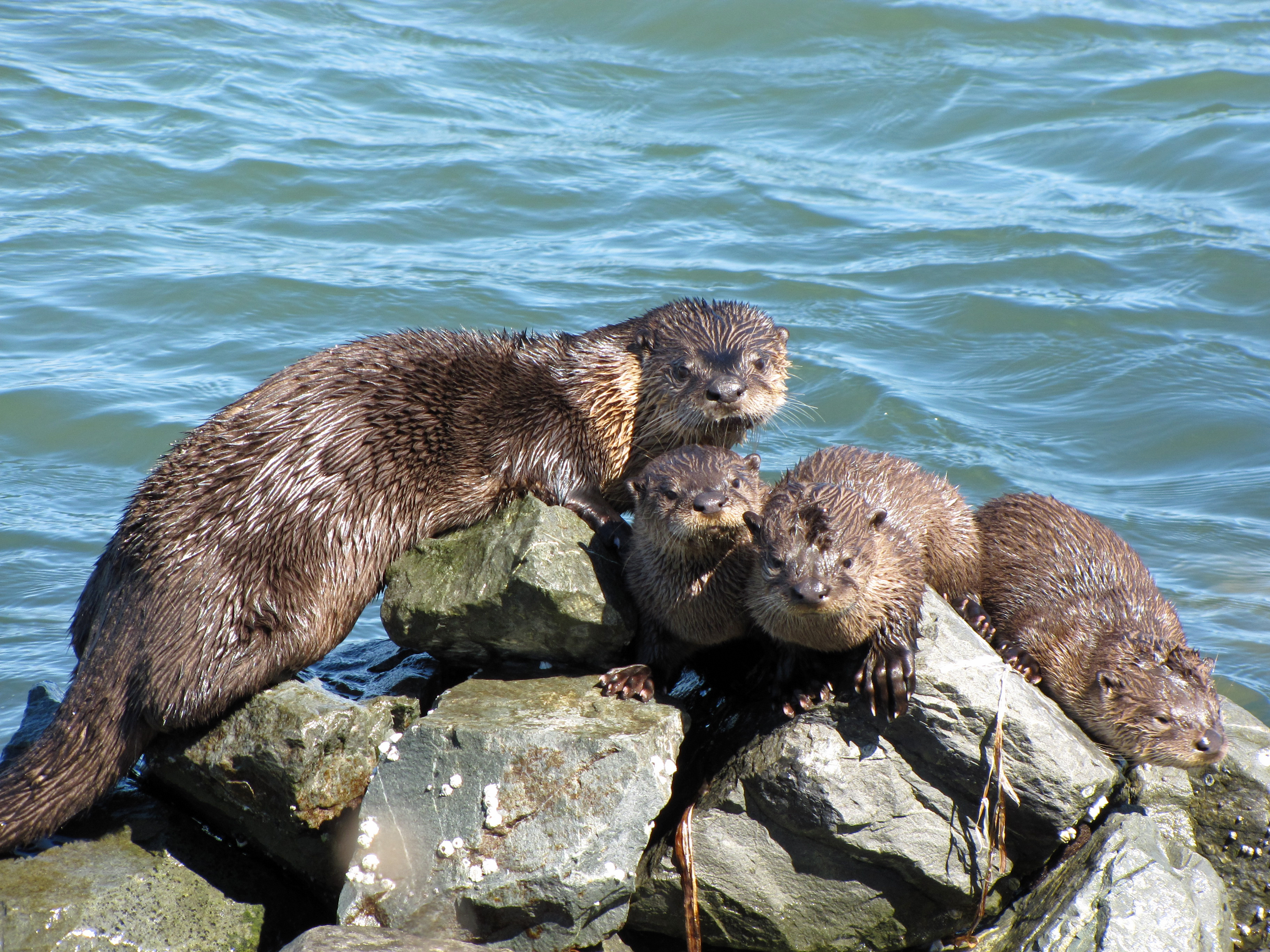
Niște vidre americane care înotau în Golful San Francisco se opresc pentru a sta la soare pe stânci, în en Marina

### Dietă
Dieta vidrei americane este cuprinzătoare și constă în principal din pești, broaște, crustacee din suprafamilia Astacoidea⁠(en)[traduceți], țestoase, insecte și unele mamifere mici. Se știe că vânează în perechi sau singure și pot vâna atât pe uscat, cât și în apă. „Vidra americană (Lontra canadensis) este un prădător adaptat la vânătoarea în apă, hrănindu-se cu animale acvatice și semiacvatice. Vulnerabilitatea și disponibilitatea sezonieră ale animalelor prăzi determină cu mult obiceiurile alimentare și preferințele legate de prăzi ale vidrei americane.”

#### Pești
Vidrele americane se hrănesc cu o gamă vastă de specii de pești a căror mărime variază de la 2 până la 50 cm. Vidrele americane se hrănesc în general cu prăzi care sunt mai ușor de prins și a căror efective sunt mai mari. În consecință, consumă specii de pești care înoată lent mult mai frecvent decât specii de pești pescuite și de oameni⁠(en)[traduceți] atunci când ambele categorii sunt disponibile la fel de mult. Printre peștii care se deplasează lent se numără pești din familia Catostomidae⁠(en)[traduceți], ordinul Siluriformes, familia Centrarchidae⁠(en)[traduceți] și familia Cyprinidae. De exemplu, Catostomidae reprezintă componenta alimentară primară a vidrelor americane în bazinul cursului superior al Fluviului Colorado din Colorado. În mod similar, Cyprinus carpio este o specie de pește preferată de vidra americană în alte regiuni ale statului Colorado. Printre speciile de pești găsite frecvent în dietele vidrelor americane se numără specii din: Catostomidae, care include Catostomus⁠(en)[traduceți] spp., Moxostoma⁠(en)[traduceți] spp.; Cyprinidae, care include Cyprinus spp., Semotilus⁠(en)[traduceți] spp., Rhinichthys⁠(en)[traduceți] spp., Richardsonius⁠(en)[traduceți] spp., Ptychocheilus⁠(en)[traduceți] spp.; și Ictaluridae (Ictalurus⁠(en)[traduceți] spp.). Alți pești care fac parte din dieta vidrelor americane sunt pești care adesea sunt din belșug și găsiți în bancuri mari: Lepomis⁠(en)[traduceți] spp.; Etheostoma⁠(en)[traduceți] spp.; și Perca spp. Peștii care viețuiesc la fund, care au tendința de a rămâne nemișcați până ce un prădător este foarte aproape, sunt predispuși la vidrele americane. Printre aceștia se numără Umbra limi⁠(en)[traduceți] și Cottus spp. Speciile de pești pescuite și de oamenii, precum unele salmonide și unele esocide, nu alcătuiesc o porțiune semnificativă din dietele lor. Au mai puține șanse să devină prăzi ale vidrei americane căci înoată repede și pot găsi locuri bune în care să se ascundă. Totuși, vidrele americane vânează diverse specii de pești pescuite și de oameni când acești pești depun icre⁠(en)[traduceți]. Vidrele au fost văzute consumând ciprinide introduse și invazive în America de Nord.
Vidrele americane adulte sunt capabile să consume 1 până la 1,5 kg de pește pe zi. Un studiu efectuat pe vidre captive a constatat că acestea au preferat pești mai mari, a căror lungime varia de la 15 până la 17 cm, în loc să prefere pești mai mici, a căror lungime varia de la 8 până la 10 cm, și că au întâmpinat dificultăți la prinderea peștilor mai scurți de 10 cm sau mai lungi de 17 cm. Se știe că vidrele duc peștii mai mari pe uscat pentru a îi mânca, pe când pe peștii mai mici îi consumă în apă.

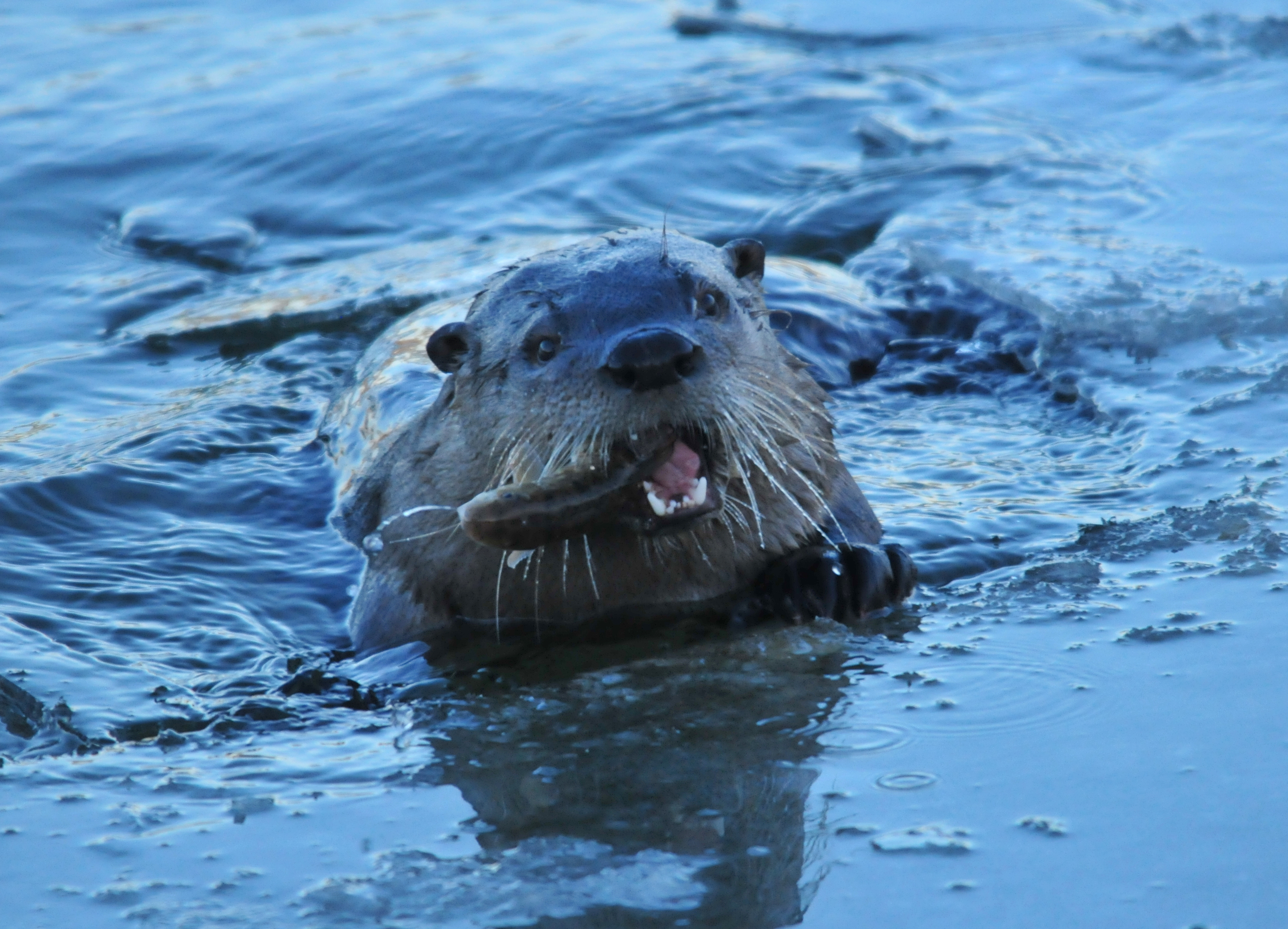
Vidră americană mâncând un pește din specia en la en (Wyoming)

#### Crustacee
Vidrele americane pot prefera să se hrănească cu crustacee, în special din suprafamilia Astacoidea⁠(en)[traduceți] (Cambarus⁠(en)[traduceți], Pacifasticus⁠(en)[traduceți] și altele) și crabi,  mai mult decât cu pești acolo unde sunt local și sezonier abundente. În cadrul unui studiu din Georgia, Astacoidea a reprezentat două treimi din prăzi în dieta de vară, iar rămășițele acelor crustacee au fost identificate în 98 % din fecalele din vară. Iarna, Astacoidea a reprezentat o treime din dieta vidrei americane. Un studiu efectuat pe vidre americane dintr-o mlaștină din sud-vestul statului Arkansas a identificat o legătură între consumul de crustacee din suprafamilia Astacoidea, consumul de pești și nivelurile apei.
În timpul iernii și primăverii, când nivelurile apei au fost mai ridicate, vidrele americane au avut o tendință mai crescută de a consuma crustacee din suprafamilia Astacoidea (73 % dintre fecale aveau rămășițe de Astacoidea) decât de a consuma pești. Totuși, când nivelurile apei sunt mai scăzute, crustaceele din suprafamilia Astacoidea caută adăpost, pe când peștii devin mult mai adunați și predispuși la a fi vânați. Prin urmare, peștii sunt mai vulnerabili la a fi vânați de către vidre deoarece crustaceele din suprafamilia Astacoidea au devenit mai dificil de obținut.

#### Reptile și amfibieni
Amfibienii, unde sunt regional accesibili, au fost identificații în dieta vidrei americane în timpul lunilor de primăvară și vară, după cum indică multe studii asupra obiceiurilor alimentare. Amfibienii recunoscuții cel mai frecvent în dieta vidrei americane sunt broaște. Printre speciile de amfibieni și reptile din dieta vidrei americane se numără: Pseudacris maculata⁠(en)[traduceți]; Anaxyrus hemiophrys⁠(en)[traduceți]; Lithobates sylvaticus⁠(en)[traduceți]; broasca taur americană⁠(en)[traduceți] (Lithobates catesbeianus); Lithobates clamitans⁠(en)[traduceți]; Ambystoma gracile⁠(en)[traduceți]; Dicamptodon ensatus⁠(en)[traduceți]; Taricha granulosa⁠(en)[traduceți]; specii de șerpi din genul Thamnophis.
Amfibienii și reptilele sunt mai ușor de obținut de către vidra americană datorită activității reproductive a prăzilor și a temperaturilor potrivite și totalității apei pentru prăzi.

#### Păsări
Anzeriforme, ralide și unele păsări coloniale care își construiesc cuiburi sunt vânate de vidre americane în diverse zone. Aceste specii sunt mai predispuse vara (când anzeriformele juvenile sunt vulnerabile) și toamna. Vidrele americane au fost de asemenea observate prinzând și consumând rață americană (Mareca americana) și rață cu aripă verde (Anas crecca) în timp ce păsările erau în curs de năpârlire. Printre alte specii de păsări găsite în dietele lor se numără: rața sulițar (Anas acuta); rața mare (Anas platyrhynchos); rața cu spate alb (Aythya valisineria); rața jamaicană (Oxyura jamaicensis); și lișița americană⁠(en)[traduceți] (Fulica americana).
Deși consumă păsări, vidrele americane nu se hrănesc cu ouă de păsări.

#### Insecte
Au fost identificate și nevertebrate acvatice⁠(en)[traduceți] drept parte a dietei vidrei americane. Vidrele consumă mai multe insecte vara, căci populațiile de insecte cresc și anumite stadii de viață le fac să fie mai predispuse. Cele mai multe insecte acvatice vânate de vidre fac parte din ordinele Odonata, Plecoptera și Coleoptera. Insectele descoperite în fecale sau tracturi digestive ar putea fi cel mai probabil o hrană secundară, consumate mai întâi de pești care au fost apoi la rândul lor consumați de vidre americane.

#### Mamifere
Vidrele americane consumă rareori mamifere, iar acestea nu constituie o componentă alimentară majoră. Mamiferele vânate de vidrele americane sunt în mod caracteristic mici sau fac parte dintr-un tip de specie găsită în zone riverane⁠(en)[traduceți]. Puținele mamifere identificate în dieta vidrei americane includ rămășițe de bizam (Ondatra zibethicus); Microtus pennsylvanicus⁠(en)[traduceți]; iepure de pădure din Florida⁠(en)[traduceți] (Sylvilagus floridanus); și iepure de zăpadă (Lepus americanus).
Comunicările despre vidre americane vânând castori americani (Castor canadensis) variază; așa ceva s-a raportat în pădurea boreală sudică din Manitoba. Vânători care folosesc tehnica de prindere în capcană din Alberta, Canada, susțin frecvent că vidrele americane sunt prădători majori de-ai castorilor americani. Un studiu din 1994 asupra vidrei americane a raportat că a găsit rămășițe de castor în 27 din cele 1.191 de fecale analizate. Cu toate acestea, multe alte studii nu au raportat să fi găsit nicio rămășiță de castor în fecalele examinate.

## Amenințări

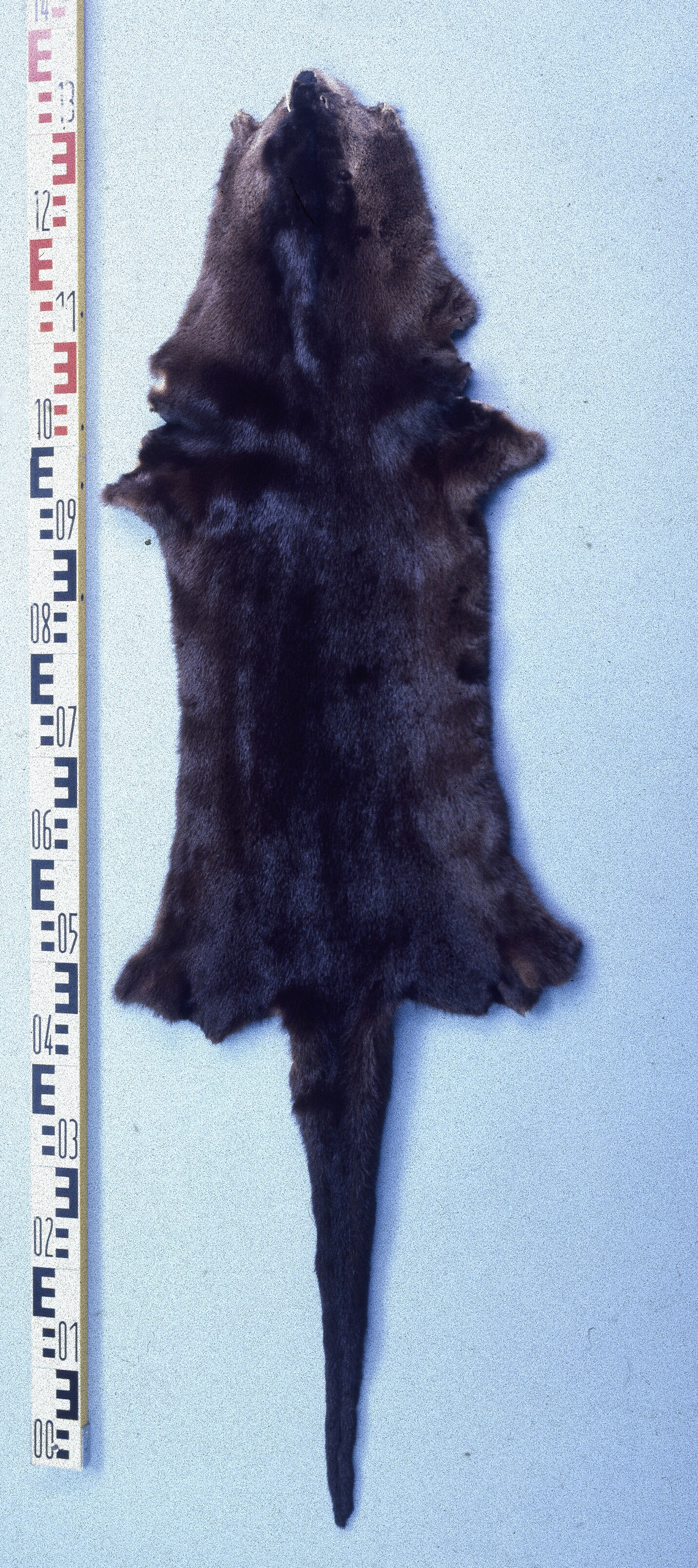
Blană de vidră americană

Au fost raportate în jurul regiunii arctice cazuri de vidre prinse în ambuscadă și consumate de urși grizzly (Ursus arctos horribilis) și urși polari (Ursus maritimus).
Pericolele care amenință populațiile de vidre americane din America de Nord variază regional. Modul de populare al vidrei americane este afectat de tipul, răspândirea și densitatea habitatelor acvatice și caracteristicile activităților umane. Înaintea colonizării Americii de Nord de către europeni, vidrele americane erau răspândite la nivel larg în habitate acvatice de-a lungul majorități continentului. Prinderea în capcană, pierderea sau degradarea habitatelor acvatice prin umplerea zonelor umede, și dezvoltarea industriilor cărbunilor, petrolului, benzinei, tăbăcirii și cherestelei și a altor industrii au dus la extincții locale⁠(en)[traduceți] sau declinuri de populație asupra populațiilor de vidre americane în multe zone. În 1980, o examinare efectuată pe populații de vidre americane din SUA a determinat că acestea erau extincte în 11 state și că au suferit scăderi semnificative ale efectivelor în alte 9 state. Cele mai severe declinuri de populație au avut loc în regiuni interioare unde mai puțin habitate acvatice au sprijinit mai puține populații de vidre. Deși răspândirea a devenit redusă în unele regiuni din sudul Canadei, singura extincție la nivel de provincie a avut loc pe Insula Prințului Edward.
În anii 1970 au apărut îmbunătățiri la tehnicile de gestionare a resurselor naturale, laolaltă cu griji crescute în legătură cu declinurile populațiilor de vidre americane din America de Nord. Prin urmare, multe agenții de gestionare a viețuitoarelor sălbatice au dezvoltat strategii pentru a reface sau îmbunătăți populații de vidre, incluzând utilizarea de proiecte de reintroducere. Din 1976 încoace, peste 4.000 de vidre au fost reintroduse în 21 de state americane. Toate provinciile canadiene, exceptând Insula Prințului Edward, și 29 de state americane au populații viabile care trec prin exploatări anuale. Deși strategiile actuale de exploatare nu reprezintă o amenințare pentru menținerea populațiilor de vidre, exploatarea poate limita extinderea populațiilor de vidre în unele zone.
Deversările de petrol reprezintă o amenințare localizată pentru populații de vidre, mai ales în zone costale. Poluarea apei și alte diminuări ale habitatelor de zone umede și acvatice pot limita răspândirea și să reprezinte amenințări pe perioadă lungă dacă standardele impuse asupra calității apelor nu sunt aplicate. Scurgerile de acid⁠(en)[traduceți] din mine de cărbuni sunt o problemă persistentă a calității apei în unele zone, căci elimină prăzile vidrei. Această problemă previne și în consecință inhibă recolonizarea sau creșterea populațiilor vidrelor americane. Mai de curând, au fost discutate consecințele pe durată lungă ale proiectelor de reintroducere asupra populațiilor rămase de vidre americane. În mod similar, multe pericole percepute care amenință vidrele americane, precum poluarea și alterările de habitat, nu au fost evaluate riguros. S-a depus puțin efort pentru evaluarea pericolului reprezentat de boli pentru populațiile sălbatice de vidre americane, așa că acesta este slab înțeles și examinat.

### Stare de conservare

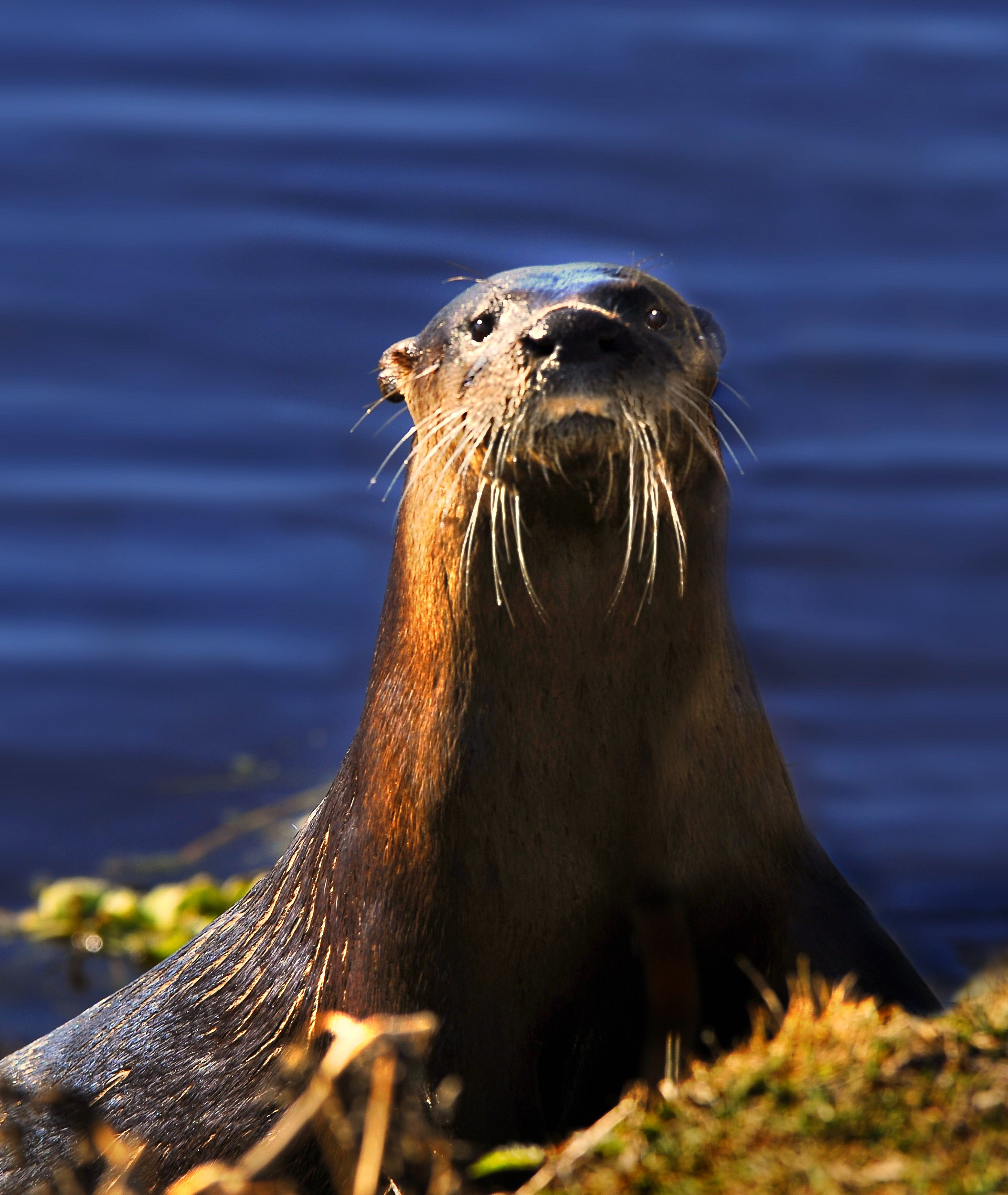
Îmbunătățirile asupra calității apei și proiectele de reintroducere au fost deosebit de importante pentru refacerea populațiilor de vidre în multe zone ale Americii de Nord.

Lontra canadensis este listată în Anexa II a Convenției privind Comerțul Internațional cu Specii Periclitate de Faună și Floră Sălbatică (CITES). Vidrele americane au fost practic eliminate de-a lungul multor părți din arealul lor, mai ales în jurul zonelor populate intens din Statele Unite estice și cele din Vestul Mijlociu. Anexa II listează specii care nu sunt neapărat amenințate cu dispariția în viitorul apropiat, dar care pot dispărea dacă comerțul nu este atent controlat.
Vidra americană este considerată a fi o specie neamenințată cu dispariția potrivit Listei roșii a IUCN, căci în prezent specia nu se află într-un declin suficient de alert pentru a justifica includerea sa într-o categorie amenințată. Începând de la începutul anilor 1900, populațiile de vidre americane au scăzut de-a lungul unor porțiuni mari ale arealului lor istoric din America de Nord. Cu toate acestea, îmbunătățirile asupra calității apelor (prin impunerea de reglementări pentru apă curată) și tehnicile de gestionare a animalelor vânate pentru blană au permis vidrelor americane să recupereze porțiuni ale arealului lor în multe zone. Proiectele de reintroducere au fost deosebit de importante în refacerea populațiilor în multe zone ale SUA. Totuși, vidrele americane rămân rare sau absente în Statele Unite sud-vestice. Calitatea apelor și dezvoltarea inhibă recuperarea populațiilor în multe zone. Specia este răspândită la nivel larg de-a lungul arealului său. În multe locuri, populațiile s-au restabilit de la sine datorită inițiativelor de conservare. Reintroducerea vidrelor americane poate reprezenta o problemă prin faptul că se poate să contamineze structura genetică a populației native.